# Naoki Otani
Naoki Otani (大谷 尚輝 Otani Naoki?), född 24 september 1995 i Hiroshima prefektur, är en japansk fotbollsspelare.
Otani började sin karriär 2014 i Sanfrecce Hiroshima. 2015 blev han utlånad till Roasso Kumamoto. Han gick tillbaka till Sanfrecce Hiroshima 2016. 2016 flyttade han till FC Machida Zelvia.